# Museo Presidencial Casa Rosada
El Museo Presidencial Casa Rosada fue un museo existente en las dependencias de la sede de la Presidencia de la Nación Argentina, conocida como Casa Rosada, en la ciudad de Buenos Aires, Argentina.
Fue creado el 27 de mayo de 1957 y su colección está conformada por objetos personales, retratos, documentos y esculturas de quienes han ocupado el cargo de Presidente de la Nación, transcurridos no menos de treinta años desde la conclusión de sus mandatos. Permaneció con sus puertas abiertas hasta el año 2010, cuando todos los artículos de la colección fueron llevados al actual Museo Casa Rosada. 

## Colección

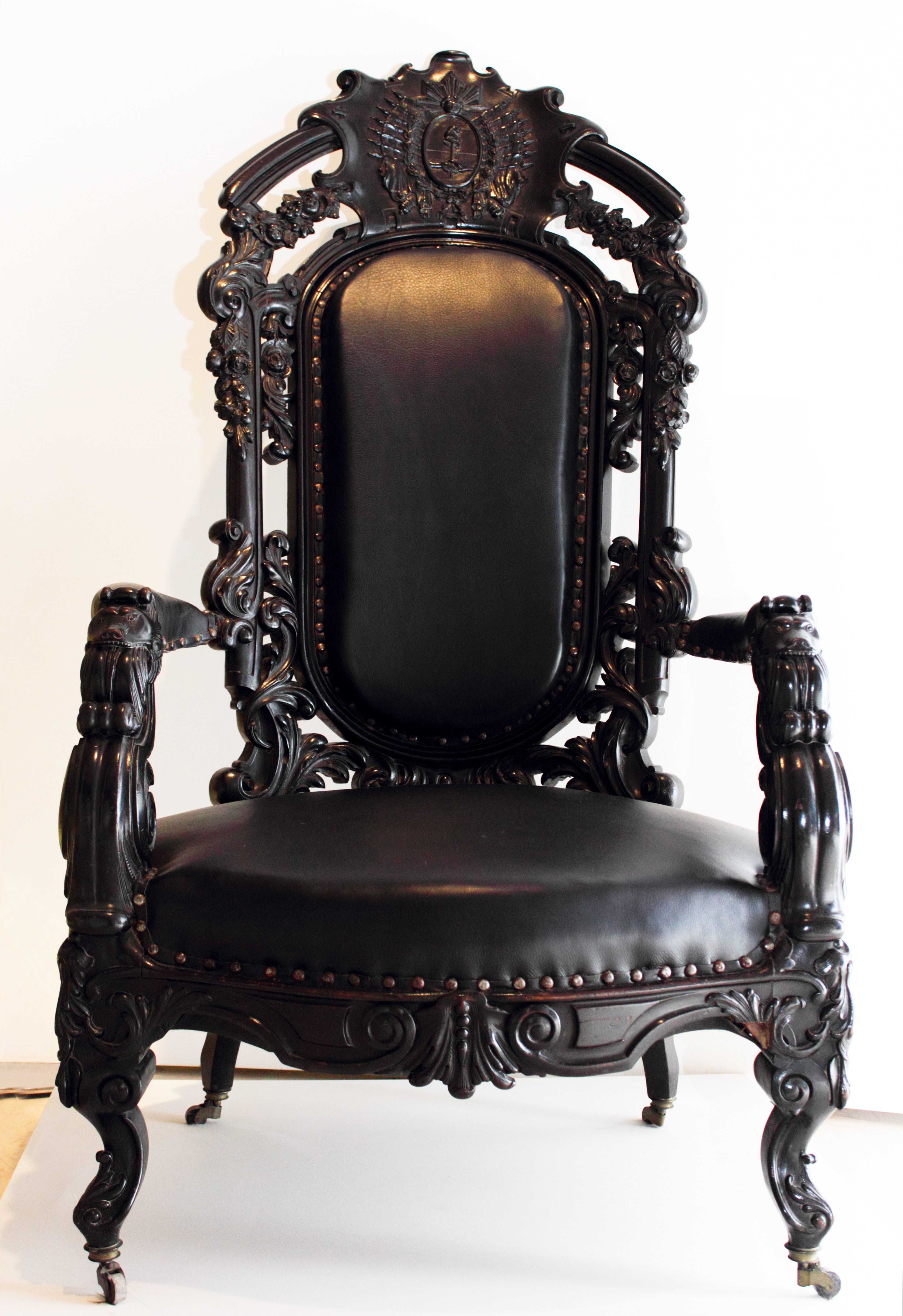
Sillón presidencial de Santiago Derqui, parte de la antigua colección del Museo Presidencial y actualmente en el Museo Casa Rosada.

La colección contaba con objetos propios de la investidura presidencial, como los bastones y las bandas presidenciales de varios mandatarios, donde se destacaba la banda presidencial usada por el presidente Julio Argentino Roca en su segundo mandato.
También contaba con carruajes utilizados por diferentes presidentes, como el Cabriolet Mylord utilizado por José Evaristo Uriburu, un Landau perteneciente a Julio Argentino Roca y el Americana, propiedad de Hipólito Yrigoyen.
Entre el mobiliario se destacaba el sillón presidencial utilizado durante el mandato de Santiago Derqui, aunque también podían observarse importantes objetos como una mecedora y un escritorio pertenecientes a Domingo Faustino Sarmiento y parte del mobiliario original del edificio.
El museo contaba también con objetos personales que pertenecieron a los presidentes, puede destacarse un bombín y un bastón pertenecientes a Hipólito Yrigoyen, una fuente de porcelana china que perteneció a Bernardino Rivadavia y un neceser de viaje utilizado por Julio Argentino Roca y papeles o documentos pertenecientes a distintos mandatarios.